# Маргуліс Григорій Олександрович
Григорій Олександрович Маргуліс (24 лютого 1946, Москва) — російський і американський математик, доктор фізико-математичних наук, науковий співробітник Інституту проблем передачі інформації ім. А. А. Харкевича РАН, професор Єльського університету (США).

## Біографія
Закінчив Московський державний університет в 1967 році. Розпочав наукову роботу під керівництвом Я. Г. Синая по ергодичній теорії. Надалі інтереси змістилися в галузь теорії груп Лі (теорія ґраток у напівпростих групах Лі), яку він зумів застосувати в тій же ергодичній теорії, теорії представлення груп, теорії чисел, комбінаториці і теорії міри. Мають значення роботи по теорії інформації. Золота медаль і премія Дж. Філдса (1978), на церемонії вручення не був присутній, тому що йому було відмовлено у виїзній візі.
У 1979 році він відвідав Бонн і з цього часу отримав можливість вільного виїзду за кордон, але продовжував працювати науковим співробітником в Москві в Інституті проблем передачі інформації РАН. У 1991 році Г. О. Маргуліс був запрошений на постійну роботу в США до Єльського університету.
У 2005 він став лауреатом Премії Вольфа за ряд своїх робіт з математики.
2020 року спільно з Хіллелем Фурстенберґом одержав Абелівську премію.

## Книжки російською мовою
- Маргулис Г. А. Дискретные подгруппы групп Ли -М:МЦНМО, 2007